# Iris histrioides
Iris histrioides là một loài thực vật có hoa trong họ Diên vĩ. Loài này được (G.F.Wilson) S.Arn. miêu tả khoa học đầu tiên năm 1892.